# 李焯雄
李焯雄，作詞人，生於香港，原籍廣東鶴山，畢業於香港大學，曾以歌曲《愛》獲得台灣第14屆金曲獎「最佳作詞人獎」，及以歌曲《不散，不見》獲得台灣第26屆金曲獎「最佳作詞人獎」。

## 簡歷
4度入圍台灣金曲獎「最佳作詞人獎」，2003年（第14屆）與2015年（第26屆）分別以莫文蔚的《愛》與《不散，不見》獲金曲獎「最佳作詞人獎」。2004年7月台灣「誠品書店」出版的《誠品好讀》雜誌〈Lyrics：史上絕妙好歌詞 〉專題內，與李宗盛、伍佰、林夕、方文山等並稱。2005年年8月出版的介紹台灣流行音樂的日文專刊《台流ポツプス》稱為四大台灣作詞天王之一。2006年以《孫子兵法》（陶喆）入圍第17屆金曲獎「最佳年度歌曲」，另《Susan 說》（陶喆）獲中華音樂人交流協會「年度十大歌曲獎」;2007年以舒淇的《天堂口》入圍「金馬獎」「最佳原創電影歌曲」；2009年、2010年、2011年連續三年被提名「香港電影金像獎」「最佳原創電影歌曲」（分別是阿蘭alan的《心．戰~Red Cliff》；阿蘭alan的《赤壁~大江東去》與張學友的《（全城熱戀）熱辣辣》）；2011年以謝安琪的《脆弱》獲「香港CASH金帆音樂獎」 CASH最廣泛演出金帆獎 「國語流行作品」（香港地區）；2013年以《無言歌》（林憶蓮）入圍第23屆金曲獎「最佳年度歌曲」。
李以觀察深刻入微、描寫精準絕到見長，文字別有新意又風格多變。他的作品的範圍甚廣，從動感快歌（如蔡依林的《單身公害》《睜一隻眼，閉一隻眼》；莫文蔚的《沒時間》《愛我的請舉手》；Twins的《八十塊環遊世界》；孫燕姿的《超快感》； 梁靜茹《暖暖》；李宇春《序幕》；張杰《逆態度》）到感動慢歌（如莫文蔚的《盛夏的果實》《愛》《單人房雙人床》《手》；
王力宏的《兩個人不等於我們》《你不在》；張惠妹的《如果你也聽說》；陳奕迅《紅玫瑰》《白玫瑰》；蔡依林《假面的告白》《檸檬草的味道》；梁靜茹《可惜不是你》；張信哲的《白月光》《從開始到現在》；林宥嘉的《我總是一個人在練習一個人》；周慧敏的《咖啡在等一個人》），
由年輕偶像的「Teen Pop」（如F4電視劇《流星花園2》主題曲《絕不能失去你》；Twins的《見習愛神》；Super 131的《極度澎湃》）到生命社會的作品（如陶喆的《鬼》《孫子兵法》；陳奕迅的《浮城》；謝霆鋒的《無形》；松任谷由實＋林憶蓮等的《Color of the Moon》；林憶蓮的《無言歌》；周筆暢的《天使之城》；孫燕姿的《明天的記憶》；古巨基的《螞蟻》《窮我一生》《富萬代》）；從青澀的成長心事（如Twins的《只要我長大》）到舞池的性感挑逗（如莫文蔚的《愈夜愈美麗》、ENERGY的《萬誘引力》）又另有翻用經典之作 如周筆暢的《瀏陽河2008》（《瀏陽河》）；陶喆的《SUSAN說》（《蘇三起解》） ；莫文蔚的《青山在》（《高山青》又名《阿里山的姑娘》）和《溜溜的情歌》（《康定情歌》）等。
另李焯雄也有文學評論與散文、小說、詩等創作，曾獲香港的「青年文學獎」。有關張愛玲、穆旦等的論文曾在香港、台北和北京出版，兩本在港出版的小說均入選香港青文書屋出版的《香港文學書目》，入選香港200本重要文學創作之列。

## 作品

### 1997年（8首）
| | |
| - Beyond - 回嚮（黃家強合填） - Beyond - 我的知己（黃貫中合填） - Beyond - 無助（葉世榮合填） - Beyond - 深 | - Beyond - 緩慢（周耀輝合填） - 周華健 - 翡冷翠 - 莫文蔚 - 午夜前的十分鐘 - 杜德偉 - 蠢蠢欲動（周耀輝合填） |

### 1998年（12首）
| | |
| - Beyond - 蚊 - 杜德偉 - 走火 - 張智霖 - 有沒有 - 張智霖 - 有沒有未來 - 張智霖 - 天國 - 張智霖 - 毛衣 | - 莫文蔚 - 沒時間 - 莫文蔚 - 邊界飯店 - 陳松伶 - 吵架 - 陳松伶 - 同齡女子 - 陳松伶、張智霖 - 天地男兒 - 柯以敏 - 愛無止盡（電影《鐵達尼Titanic》主題曲中文版） |

### 1999年（27首）
| | |
| - Beyond - 然後 - Beyond - 我害怕 - Beyond - Love Our Way - Beyond - Love Our Way（英） - 周幼婷 - 靜岡 - 莫文蔚 - 愛情真偉大 - 莫文蔚 - 鑽石（賈敏恕合填）（Debeers 1999廣告主題曲） - 莫文蔚 - 寂寞蒲公英 - 莫文蔚 - 話題（張震嶽合填） - 莫文蔚 - LIVE SHOW 實況轉播（YAMAHA 1999 VINO機車廣告主題曲） - 莫文蔚 - Candy Kisses（電影《喜劇之王》主題曲1） - 莫文蔚 - Fill Me （電影《喜劇之王》主題曲2） - 莫文蔚 - 你可以 （ZA 1999廣告主題曲） - 莫文蔚 - 最高分數 | - 莫文蔚 - 愛我的請舉手 - 莫文蔚 - 今天星期幾 - 莫文蔚 - 愈夜愈美麗 - 莫文蔚 - 我的天 - 莫文蔚 - 雙城故事 - 莫文蔚 - 忽然之間（周耀輝合填） - 莫文蔚 - 冷 - 莫文蔚 - 你最愛的歌 - 陳松伶、張智霖 - 天地男兒 - 彭 羚 - 非賣品 - 馮德倫 - 問號 - 鄭秀文 - 壞習慣 - 錦繡二重唱 - 自由活動 |

### 2000年（33首）
| | |
| - 辛曉琪 - 眼前人（李宗盛合填） - 辛曉琪 - 後遺症（小寒合填） - 辛曉琪 - 前夕 - 辛曉琪 - 不一定 - 辛曉琪 - 愛情美色（易桀齊合填） - 林憶蓮 - Now Or Never - 孫燕姿 - 超快感（包小柏合填） - 孫燕姿 - 濃眉毛 - 蕭亞軒 - Born to choose - 張柏芝 - 改天再聊 - 萬芳 - 同名同姓的人 - 萬芳 - 聽風的歌 - 梁靜茹 - 沒有水的游泳池 - 梁靜茹 - 愛計較 - 梁靜茹 - 多數是晴天 - 陳曉東 - 緊握你的手 - 莫文蔚 - A Brand New Day | - 莫文蔚 - Come On Come On 光速飛翔 （YAMAHA 2000 VINO 機車廣告主題曲） - 莫文蔚 - 水色 - 莫文蔚 - 因為所以 - 莫文蔚 - 愛情中毒（李宗盛合填） - 莫文蔚 - 起了毛球（李宗盛合填） - 莫文蔚 - 月蝕 - 莫文蔚 - 盛夏的果實 - 范瑋琪 - 我的初世紀 - 周蕙 - 換季 - 李宇寰 - One More Kiss - 郭富城 - 差不多 - 彭靖惠 - 大家都說我愛你 - 黃嘉千 - I Can Fly - 黃嘉千 - 來不及說的一句話 - 黃嘉千 - 見面（易桀齊合填） - 黃嘉千 - 為什麼不是我 |

### 2001年（29首）
| | |
| - 王力宏 - 戒不了你 - 品冠 - 最佳品牌 - 孫燕姿 - 隨堂測驗 - 張信哲 - 愛情餘味 - 張信哲 - 我好想 - 張學友 - 如果這都不算愛 - 周華健 - 有沒有一首歌會讓你想起我 - 周華健 - 青紅皂白 （電視劇《青蛇白蛇》主題曲） - 周華健 - 現在才說我愛你（陶晶瑩合填） - 周華健 - 你說得對（王中言合填） - 周華健 - 我怕會頭昏 - 汪佩蓉 - It's Just Love（汪佩蓉合填） - 汪佩蓉 - 愛情魔力 - 陳曉東 - 你讓我感覺這才是愛情 - 陳慧琳 - 我要的是你 - 黃湘怡 - 等（樓南蔚合填） | - 林凡 - 難道 - 趙之璧 - 在你和天空之間 - 伍思凱 - 想你的天空 - 許志安 - 這一秒，你好不好 - 梁靜茹 - 看海計劃（易杰齊、彭學彬合填） - 梁靜茹 - 我是愛你的 - 梁靜茹 - 我不快樂（潘協慶合填） - 梁靜茹 - 這是你嗎 - 梁靜茹 - 在晴朗的一天出發 - 楊乃文 - 不得不 - 楊乃文 - 太驕傲（林暐哲合填） - 歐倩怡 - I Can't Quit - 關淑怡 - 復活 - 言承旭 - 要定你 - 黎 明 - 你都不愛我 |

### 2002年（45首）
| | |
| - B.A.D - Open Your Eyes - Energy - 夏令時間 - F4 - 絕不能失去你（電視劇《流星花園 2》主題曲） - F4 - 煙火的季節 （電視劇《流星花園 2》片尾曲） - F4 - Ask For More （2002 PEPSI 百事可樂廣告曲） - F4 - Can't Help Falling In Love （迪士尼電影“Lilo & Stitch” 中文版主題曲） - 可米小子 - Blue Miracle - 李玟 - 有你就夠了（何啟弘合填） - 王力宏 - 兩個人不等於我們 - 何俐恩 - 第一人選 - 周華健 - 常餐 - 周渝民 - Make A Wish - 周渝民 - 溫柔的晚安 （電視劇《來我家吧》主題曲） - 周渝民 - 破碎的眼淚（姚謙合填） - 周渝民 - Loving You - 周渝民 - 怎麼會是你 - 吳建豪 - 身體會唱歌 - 吳建豪 - 尋找茱麗葉 - 吳建豪 - 因為太愛你 - 吳建豪 - My Friend - 容祖兒 - Dun Dun Dun - 張信哲 - 從開始到現在 （韓劇《冬季戀歌》主題曲中文版） - 張信哲 - My Memory （韓劇《冬季戀歌》插曲中文版） | - 張惠妹 - YES or NO - 廖語晴 - 衣櫥演唱會 - 動力火車 - 不過想找個人講講話 - 黃品源 - 我親愛的 - 何耀珊 - 別太完美 - 梁詠琪 - 愛情的重量 - 莫文蔚 - I Will Be Fine （電影「夕陽天使」插曲） - 莫文蔚 - 單人房 雙人床 - 莫文蔚 - 愛 - 莫文蔚 - 那可不一定 - 莫文蔚 - 你給我多少時間（周耀輝合填）（電影「夕陽天使」插曲） - 莫文蔚 - Alive!(我的自由式) - 莫文蔚 - 左岸，右轉 - 許志安 - 我甚麼都沒有 - 許慧欣 - 暫時一個人 - 陳慧琳 - 觸不到的戀人 - 黃湘怡 - 預約幸福 - 黃湘怡 - 畢業旅行 - 游鴻明 - 戀上（另）一個人 - 謝霆鋒 - 無形 - 蕭淑慎 - 哪裡買 |

### 2003年（41首）
| | |
| - B.A.D - 冬天的熱帶魚 (華視／三立[千金百分百]插曲) - Energy - 馬上回來 - 可米小子 - 我的野蠻女友 - 王力宏 - 你不在 - 王力宏 - 此刻你心裡想起誰 - 王力宏 - 不著地 - 王力宏 - 我要帶你飛翔 - 王力宏 - Can You Feel My World - 王力宏 - 愛無所不在 - 王力宏、Gackt - 十二月的情歌（Gackt合填） - 王心凌 - Baby Baby Tell Me - 梁靜茹 - 我和自己的約會 - 李心潔 - 透明玫瑰（戴佩妮合填） - 黃湘怡 - 愛情太短 遺忘太長 - 黃品源、周華健、品冠 - 你是我兄弟（李宗盛合填） - 陸毅 - Open Your Eyes - 游鴻明 - 純屬虛構 - 游鴻明 - 當刺蝟愛上玫瑰 - 朱安禹 - 水蜜桃聲明 - 朱安禹 - 神奇鑰匙The Magic Key | - 許慧欣 - 快樂靠自己 ( 緯來Sports Girl活動主題曲 ) - 莫文蔚 - You Are So Beautiful (韓劇「射星」片頭曲) - 莫文蔚 - 忽然東風 - 莫文蔚 - 如果還有以後（電影《極地營救》主題曲） - 莫文蔚 - 黑雨 - 莫文蔚 - 腹語術 - 莫文蔚 - 清醒 - 莫文蔚 - 雙面 - 莫文蔚 Feat. 柯有倫 - 愛死你 - 周渝民 - Just For You （2004 PEPSI 百事可樂 廣告主題曲） - 楊千嬅 - 我很好 - 蔡依林 - 假面的告白 - 蔡依林 - 海市蜃樓 （電影《天地英雄》主題曲） - 蔡依林 - 做一天的你 - 蔡依林 - 好東西 - 魏雪漫 - 小心輕放 - 潘瑋柏 - 有話直說（潘瑋柏合填） - 盧巧音 - 暗花2 - 盧巧音 - 黑水仙 - 阿爆&Brandy - 獨唱 - 言承旭 - I Want It Now （2003 PEPSI 廣告主題曲） |

### 2004年（35首）
| | |
| - S.H.E - 不在場 - Energy - 鷹在飛 (電影《飛鷹》主題曲) - Energy - Leave Me Alone - TENSION - 愛的提款機 - 張學友 - 如果不愛你 - 張信哲 - 白月光 - 張信哲 - 想我的理由 （電視劇《天下第一》片尾曲） - 朱孝天 - 聽見愛 （電視劇《天空之城》主題曲） - 許志安 - 好得很 - 許志安 - 心是寂寞客廳 - 許志安 - 踏步 - 游鴻明 - 戀人的直覺 - 黃義達 - 喜歡你（喜歡我） - 許慧欣 - 肯定就是你 - 許慧欣 - 愛情精靈 - 梁靜茹 - 給從前的愛 | - 伍思凱 - 留給你的窗（姚謙合填） - 房祖名 - Little Boy - 房祖名 - 我還愛你 - 謝霆鋒 - 想得到得不到（周耀輝合填） - 謝霆鋒 - 我沒有 - 周渝民 - 記得我愛你 - 周渝民 - 媽媽說 - 周渝民 - 三千年前的留言 - 周渝民 - Just For You - 蔡依林 - 檸檬草的味道 - 蔡依林 - 第一優先 - 蔡依林 - 單身公害 - 游鴻明 - 中场休息 - 游鸿明 - 好朋友的魔咒 - 霍建華 - 你的第一 （電視劇《天下第一》主題曲） - 霍建華 - 開始 - 滿文軍 - 再會吧 - 滿文軍 - 殘酷的美好 |

### 2005年（42首）
| | |
| - Energy - 我會回來 - Twins - 見習愛神 - Twins - 只要我長大 - Yummy - 五分熟 - 可米小子 - 愛情不用翻譯 - 可米小子 - Number 2 - 松田聖子 - I’ll Fall In Love（松田聖子出道25周年特別紀念中文版） - 松田聖子 - 火紅色的香豌豆 - 蜜雪薇琪 - 維他命C，雙倍 - 蜜雪薇琪 - Kissy - 古巨基 - 不要說你不知道 - 朱孝天 - 可是我 （電影《愛，斷了線》主題曲） - 朱孝天 - 一個好人 - 何韻詩 - 降落之前 - 梁靜茹 - 可惜不是你 - 賴雅妍 - 有病 - 賴雅妍 - 影子情人 - 康康 - 你不愛我 - 康康 - 你不是一個人 - 康康 - 我要變靚仔 - 范瑋琪 - 一比一 - 許慧欣 - 萬中選一 | - 柯有倫 - 替身（柯有倫合填） - 陳奕迅 - 浮城 - 張惠春 - 粉紅豹 - 張惠春 - 決戰星期五 - 楊坤 - 城 - 黃奕 - 第一個夏天 - 陸毅 - 左鞋右穿 - 陸毅 - 溫柔的冒犯 - 雷有暉 - 爸爸 - 陶 喆 - 鬼 - 陶 喆 - 孫子兵法 - 陶 喆 - Susan說 - 陶 喆 - 無緣 - 郭 頂 - 不是說好的嗎 - 郭 頂 - 口袋裡的對不起 - 蔡依林 - 睜一隻眼閉一隻眼（晴天合填） - 蔡依林 - 好想你 - 蔡依林 - 酸甜 - 黃義達 - 一秒的安慰 - 順子 - Only One! （電視劇《第101次求婚》主題曲） |

### 2006年（26首）
| | |
| - Twins - 八十塊環遊世界 - 王力宏 - 第一個清晨 （2006卡莎特保養品年度廣告主題曲） - 王力宏 - 愛情攻略 - 古巨基 - 每一面都美 - 吳雨霏 - 台北四天三夜 - 周筆暢 - 那個那個 - 林憶蓮 - 面對面 - 林憶蓮、松任谷由實 - Color Of The Moon （“Friends of Love the Earth project”主題曲） - 陶喆 - Olia - 梁詠琪 - 某人 - 梁靜茹 - 暖暖 - 梁靜茹 - 飛魚 - 梁靜茹、盧廣仲 - 不是我不明白 | - 莫文蔚 - 一口一口 - 莫文蔚 - 如果沒有你 - 莫文蔚 - 一個人睡 - 莫文蔚 - 甜美生活 - 莫文蔚 - 手 - 莫文蔚 - 薄荷 - 莫文蔚 - AM PM - 蔡依林 - 我要的選擇 - 蔡依林 - 衣服占心術 - 蘇慧倫 - Hey Boy - 陳奕迅 - 白玫瑰 - 陳璽恩 - 喜出望外 - 楊乃文 - 之前 |

### 2007年（34首）
| | |
| - Energy - 萬誘引力 - 王力宏 - Finally （Sega 2006中國大陸電視廣告主題曲） - 周筆暢 - 一周年 - 周筆暢 - 天使之城 - 周筆暢 - 愛好難 - 周筆暢 - 未來就是現在 - 周筆暢 - WOW - 周筆暢 - 全年無休 - 周筆暢 - 為了認識你 - 周筆暢 - 貓的冒險 - 周筆暢 - 怎樣 - 周筆暢 - OH YES! - 周筆暢 - 汗 - 周筆暢 Feat. 李谷一 - 瀏陽河2008 - 容祖兒 - 牛奶 - 容祖兒 - 間接傷害 - 容祖兒 - 沒關係 | - 張惠妹 - 如果你也聽說 - 莫文蔚 - 日場夜場 - 莫文蔚 - 請把手機關掉 - 莫文蔚 - 頭號粉絲 - 莫文蔚 - 其實我一直都想對你說 - 莫文蔚 - 隱隱 - 莫文蔚 - 台 - 莫文蔚 - L!VE拉活 - 莫文蔚 - Diva - 莫文蔚 - 散 - 莫文蔚 - 安可 - 江一燕 - 星光電影院 - 沈建宏 - 半成年告白（馬崇展合填） - 陳奕迅 - 紅玫瑰 - 陳柏宇 - 一公升的眼淚 - 舒 淇 - 天堂口（電影《天堂口》主題曲） - 黃義達 - 既然你問我 |

### 2008年（14首）
| | |
| - 王力宏 - 愛得得體（王力宏、陳鎮川合填） - 李 玟 - 撒哈拉冰室 - 李聖傑 - 好想他（李聖傑合填） - 阿 蘭 - 心．戰~ RED CLIFF（電影《赤壁．上集》主題曲） - 阿 蘭、魏 晨 - 加油！你有ME！(Epson愛普生 活動主題曲) - 邱曉蒨 - 口說無憑 - 蔡卓妍 - 妹妹 | - 曹 格 - 單數 - 許茹芸 - 月亮忘記了 - 新主張（錢楓、童森） - 除以一（電視劇《成長》插曲） - 黃聖依 - 不勝依依 - 黃美珍 - 緩慢 （原唱：Beyond) - 蔡 琴 - 我要如何不想他 （電視劇《新不了情》片尾曲） - 薛凱琪 - 新不了情 （電視劇《新不了情》插曲） |

### 2009年（32首）
| | |
| - 丁 噹 - 半帶電 - 丁 噹、周華健 - 突然想愛你 - 李聖傑 - 原諒我沒有說 - 泳 兒 - 減單 - 阿 蘭 - 赤壁~大江東去（電影《赤壁．下集》主題曲） - 阿 蘭 - 明日讚歌 - 冼色麗 - 不想讓你受傷 - 孫燕姿 - 愚人的國度（孫燕姿合填） - 容祖兒 - 赤地之戀 - 容祖兒 - 永遠的愛人 - 高以愛 - 非我不可 - 張韶涵 - 白白的 - 梁詠琪 - 長島冰茶 - 莫文蔚 - 密流 - 莫文蔚 - 青山在 - 莫文蔚 - 溜溜的情歌 | - 莫文蔚 - 紅 - 陳乃榮 - 愚人節 - 陳 坤 - 薔薇刑 - 陳 坤 - 琥珀 - 陳 坤 - 我們不愛了好嗎 - 陳 坤 - 我一個人記住就好（周耀輝合填） - 陳 坤 - 謎 - 陳奕迅 - 給你 - 陶 喆 - 亂七∞糟（陶喆合填） - 陶 喆 - Play（陶喆合填） - 陶 喆 - 雪豹 - 陶 喆 - 應徵愛（陶喆合填） - 游鴻明 - 告解的男人 - 黄曉明 - 風聲 （電影《風聲》同名主題歌） - 溫 嵐 - 放開你的頭腦（小蟲、崔惟楷合填） - 蔡淳佳 - 我們的最初 |

### 2010年（34首）
| | |
| - 丁 噹 - Fu Good - 古巨基 - 螞蟻 （電視劇《青春旋律》主題曲） - 李立崴 - 身為你朋友 - 李宇春 - 序幕 - 周筆暢 - 魚罐頭 - 張芸京 - 正不正 - 張 杰 - 最悲歌 - 張 杰 - 青梅竹馬 - 張 杰 - 今生今世 - 張 杰、張 宇 - 女人到底想什麼 - 張學友 - 熱辣辣 （電影《全城熱戀（熱辣辣）》主題曲） - 張學友、張靚穎、K'naan - 旗開得勝 （2010 FIFA《世界杯足球賽》中文主題曲） - 梁靜茹 - 情歌沒有告訴你 - 梁靜茹 - La La La La - 梁靜茹 - 你會不會 - 梁靜茹 - 如果冰箱會說話 - 梁靜茹、張智成 - 一家一 | - 梁靜茹 - 我就知道那是愛（彭學斌合填） - 梁靜茹 - 慢慢來 比較快 - 莫文蔚 - 獨一／無二 - 莫文蔚 - 艾美麗愛美麗 - 莫文蔚 - 耳朵要解渴 - 莫文蔚 - 沒有圍牆的世界 （凱迪拉克微電影II主題曲） - 楊丞琳 - 匿名的好友（電視劇《海派甜心》插曲） - 潘 莎 - 發條鳥與星期二 - 鄭秀文 - 上帝早已預備（國） - 謝安琪 - 拾年 （《華語音樂傳媒大獎》十週年 主題曲） - 謝安琪 - 脆弱 - 謝安琪 - 沒有發生的愛情 - 謝安琪 - So Free（風裡來風裡去） - 謝安琪 - 第二個家 - 謝安琪 - 晚睡早起 - 謝安琪 - 我想 - 嚴 羚 - 帶我去遠方 |

### 2011年（29首）
| | |
| - Angelababy楊穎 - Say Goodbye （電影《全球熱戀》插曲） - Lollipop-F - Yo Yo - Y.E.S. - 一千顆流星的撞擊 - 丁 噹 - 多愛少怪 - 古巨基 - 窮我一生 - 古巨基 - 富萬代 - 古巨基 - 八九十 - 古巨基 - 選秀 - 古巨基 - 窩居 - 言承旭 - 我的燦爛 （電視劇《我的燦爛人生》主題曲） - 趙芊羽 - 揚眉（電影《楊門女將之軍令如山》插曲） - 易桀齊 - 你是不值得愛的 - 孫燕姿 - 明天的記憶 - 孫燕姿 - 愚人的國度（孫燕姿合填） - 陳楚生 - 愛那麼自然 （電影《新天生一對》主題曲） | - 張 杰 - 最接近天堂的地方 - 張 杰 - 火鳥 - 張 杰 - 讓你依靠 - 林宥嘉 - 我總是一個人在練習一個人 - 林憶蓮 - 柿子（常石磊合填） - 傅宇昊 - 好人卡夫卡 - 黄曉明 - 飛躍的心（動畫電影《少年岳飛傳奇》主題曲） - 楊千嬅 - 聖女不敗 - 胡鴻鈞 葉慧婷 鄒文正 王若琪 湯駿業 朱紫嬈 洪卓立 鄭融 鐘舒漫 許庭鏗 洪傑 歐文詩 糖兄妹 盧凱彤 鄭欣宜 吳若希 鄭嘉嘉 - Let There Be Music (第一屆 香港亞洲流行音樂節 主題曲 粵語版） - 胡鴻鈞 葉慧婷 鄒文正 王若琪 湯駿業 朱紫嬈 洪卓立 鄭融 鐘舒漫 許庭鏗 洪傑 歐文詩 糖兄妹 盧凱彤 鄭欣宜 吳若希 鄭嘉嘉- 音樂創造愛 (第一屆 香港亞洲流行音樂節 主題曲 國語版） - 蕭敬騰 - 話不多 - 韓 紅 - 美麗心世界 （韓紅2011《美麗新世界》巡回演唱會主題曲） - 羅力威 - 有所謂 - 蘇永康 - 沒玩沒了 |

### 2012年（25首）
| | |
| - Sparkling Girls - No No No No Yes - Super 131 - 極度澎湃 - 古巨基 - 有實無名（電視劇《歡樂元帥》片尾曲） - 古巨基 - Shirley - 李霄云 - 私遊 - 周筆暢 - 走 - 林憶蓮 - 無言歌（林憶蓮合填） - 林憶蓮 - 愛笑了（常石磊合填） - 林憶蓮 - 也許（林憶蓮合填） - 林憶蓮 - 灰（常石磊合填） - 林憶蓮 - 假釋（林憶蓮合填） - 信 - 愛在邊緣 - 胡 夏 - 是我先開口 | - 范瑋琪 - 彈起來 （《Gravity Zero 無重力》微電影主題曲） - 張韶涵 - 兄弟姐妹 - 張韶涵 - 是我 - 张学友 - 中國節拍·震動世界（《2012倫敦奧運會》中國隊加油歌） - 陳 坤 - 選擇出色 （《東風標緻308》 2012廣告主题曲） - 陳楚生 - 愛那麼自然（陳楚生合填） - 黄曉明 - 匹夫 （電影《匹夫》同名主題歌） - 黄馨慧 - 從今以後的每一天 - 鄭家星 - Missing You - 鄭嘉嘉 - 夏天事變 - 韓 雪 - 曇花 - 羅力威 - 睡不著 |

### 2013年（22首）
| | |
| - 周筆暢 - 嫉妒 - 平安 - 天藍如海 - 庾澄慶 - 關不掉的月光 - 莫文蔚 - 傾國傾城 - 莫文蔚 - 娘娘駕到 （莫文蔚出道20週年主題曲） - 韓紅 - 談何容易 - 韓紅- 我愛故我在 （韓紅《我愛故我在演唱會》2013 主題曲） - 陳坤 - 誰的江湖 （騰訊遊戲《刀劍2》主題曲1） - 李正帆、李王若涵 - 請這樣記得我 - 李霄雲 - 戀愛世紀 （舞臺劇《戀愛世紀》主題曲1） - 唐安麒 - 你沒理由忘記我 （舞臺劇《戀愛世紀》主題曲2） - 蔡健雅 - 唱衰 | - 劉子千 - 千載一會 - 趙詠華 - 家 - 鄭家星 - 天亮之前我愛你 - 張 杰 - 我在這 - 張 杰 - 逆態度 （騰訊遊戲《逆戰》2013 主題曲） - 張 杰 - 兩全 - 張 杰 - 你在哪裡 - 張 杰 - 愛，不解釋 - 張 杰 - 因為愛情來得不容易 - 徐若瑄 - 長大以後不要忘記的事 （電影《瑪德2號》主題曲 ） |

### 2014年（7首）
| |                                                                                              |
| - 張韶涵 - 陽光空氣 - 吳思賢 - 像你的人 - 陳坤、白舉綱 - 戰江湖 （騰訊遊戲《刀劍2》主題曲2） - 周慧敏 - 咖啡在等一個人（電影《等一個人咖啡》主題曲 老闆娘之歌） | - 安心亞 - 你所不知道的我 - 莫文蔚 - 不散，不見 - 莫文蔚 - 哪怕 （電視劇《哇！陳怡君》插曲） |

### 2015年（7首）
| |                                                               |
| - 周筆暢 - 關於（我們） - 羅力威 - 未來還未來 - 古巨基 - 怪物 （電視劇《好想談戀愛》插曲） - 葉文輝 - 像戀人一樣 | - 韓紅 - 變 - 韓紅 - 野草 - 韓紅 - 我不信 - 韓紅 - 我愛故我在 |

### 2016年（10首）
| | |
| - A-Lin - 隨心所遇 - 林宥嘉 - 全世界誰傾聽你 - 魏如萱 - 一萬個不回頭的方法 - 魏如萱 - 末路狂花 - 魏如萱 - 雪女（魏如萱合填） | - 魏如萱 - 歪 - 魏如萱 - 夢露 - UNIVERSE 世界少年 - UNI-verse 你的名字是我唯一的詩 - 張碧晨 - 開往早晨的午夜 - 徐佳瑩 - 格鬥場 |

### 2017年（28首）
| | |
| - A-Lin - 一直走 - A-Lin - 光之海 - A-Lin - 未單身 - A-Lin - 太太太耐斯 - A-Lin - 不要不要的 - A-Lin - 最佳男主角 - A-Lin - 無人知曉的我 - A-Lin - #愛 (Rap詞為 A-Lin 填寫) - A-Lin - 好, 不好 - A-Lin Feat. J.Sheon - 你點的歌救了我(Rap詞為J.Sheon填寫) - 林憶蓮 - 我不能忘記你 - 孫盛希 - 很晚的晚安 - 莫文蔚 - I Do - 楊宗緯 - 生命被你照亮 | - 蔡依林 - 幸福路上 - 薛凱琪 - 你會想我很久嗎？ - 趙傳 - 名不虛傳 - 王力宏 - 奇遇的起點 - 庾澄慶 - 猴LONELY （音樂劇《西哈遊記》歌曲） - 庾澄慶 - 猴喜翻（音樂劇《西哈遊記》歌曲）（與 旺福小民 合寫） - 庾澄慶 - 錯到底（音樂劇《西哈遊記》歌曲） - 庾澄慶 - 沒有（音樂劇《西哈遊記》歌曲） - 庾澄慶、李瑞軒 - 就你最會 就你最懂 （音樂劇《西哈遊記》歌曲） - 庾澄慶、譚軒轅 - 沒有英雄的年代 （音樂劇《西哈遊記》歌曲） - 譚軒轅 - 暗黑的逆襲 （音樂劇《西哈遊記》歌曲） - 吳莫愁 - 啥LONELY （音樂劇《西哈遊記》歌曲） - 王俊凱 - Karry On （煥藍，未來） - 魏如萱 、馬頔- 星期三或禮拜三 |

### 2018年（6首）
|                                                                                        |                                                          |
| - 莫文蔚 - 天一半 地一半 - 莫文蔚 - 半生緣（我們在這裏相遇） - 楊永聰 - 溫柔地，暴烈地 | - 林憶蓮 - 一呼...一吸 - 林憶蓮 - 魅惑 - 林憶蓮 - 太陽系 |

### 2019年（5首）
| | |
| - 梁静茹 - 太陽如常升起I - 蕭敬騰 - 玩火 （音樂劇《西哈遊記》2019台灣版 新增歌曲） - 庾澄慶、Erika 劉艾立 - 錯到底（合唱新版）（音樂劇《西哈遊記》2019台灣版 新增歌曲） | - 庾澄慶、蕭敬騰、Erika 劉艾立、旺福姚小民、馬念先 - 音樂超氣派（音樂劇《西哈遊記》2019台灣版 新增歌曲） - 戴愛玲 - 愛戴 |

### 2020年（8首）
| | |
| - 劉憲華－可是我愛你 - 林彥俊－You Are So Beautiful - 庾澄慶、蕭敬騰－ 音樂超氣派 （音樂劇《西哈遊記》2019台灣版 新增歌曲） - 魏如萱、許光漢－什麼跟什麼有什麼關係 | - 陳嘉樺Ella －人生不能沒副歌 （艾拉秀三部曲之一） - 陳嘉樺Ella －A CA ELLA （艾拉秀三部曲之二） - 陳嘉樺Ella －娛樂無限公司 （艾拉秀三部曲之三） - 光良－大寶貝小寶貝 （電影十二夜2:回到第零天主題曲） |

### 2021年（2首）
|                |                     |
| - 魏如萱－美人 | - 莫文蔚 - 愛無所畏 |

### 2022年（3首）
|                                                 |                        |
| - 郁可唯－如果花 - 汪蘇瀧－為什麽難過一直在重播 | - 洪佩瑜－LET IT BLEED |

### 2023年（6首）
|                                                                 |                                                        |
| - 張惠妹－離別總是那麼突然 - 徐暐翔－被耽誤的 - 王力宏－ONE一個 | - 陶喆－活該 - 蕭敬騰－白夜 - 蕭敬騰－無目的地找目的地 |

### 2024年（8首）
| |  |
| - 邰正宵－唯一的玫瑰 - 高宇蓁－我是一個演員 - 高宇蓁－微微一笑的你很美 - 莫文蔚、The Masters－豹變 - 莫文蔚、The Masters－未濟 - 林家謙－穩定單身中 - 魏如萱－怪奇的珍珠 - 張靚穎－萬語千言 |  |

### 2025年（4首）
|                                                              |  |
| - 陶喆－ Moonchild - 陶喆－ 活該 - 陶喆－ 微塵 - 陶喆－ 陪你 |  |

## 獎項/提名
- 1998年【台灣第10屆金曲獎】《最佳作詞人獎》提名（陳松伶“吵架”（國））
- 2003年【台灣第14屆金曲獎】《最佳作詞人獎》（莫文蔚“愛”（國））
- 2003年【中國大陸第三屆華語傳媒大獎】《最佳作詞人獎》提名（莫文蔚“單人房雙人床”（國））
- 2003年【馬來西亞金曲獎】《最佳作詞人獎》提名（莫文蔚“單人房雙人床”（國））
- 2004年【香港第15屆香港電台十大中文金曲】《「優秀國語歌曲獎」銅獎》（莫文蔚“愛”（國））
- 2004年【中國大陸第四屆華語傳媒大獎】《最佳作詞人獎》提名（莫文蔚“忽然東風”（國））
- 2005年【百事風雲榜】《最佳作詞人獎》提名（陶喆“孫子兵法”（國））
- 2006年【台灣第17屆金曲獎】《最佳年度歌曲獎》提名（陶喆“孫子兵法”（國））
- 2006年【台灣中華音樂人交流協會】《年度十大單曲》（陶喆“Susan說”（國））
- 2007年【台灣中華音樂人交流協會】《10月十大單曲》（梁靜茹“暖暖”（國））
- 2007年【第五屆特步東南勁爆音樂榜】《最佳作詞人》提名
- 2007年【香港CASH金帆音樂獎】《最佳歌曲大獎》提名（陳奕迅“白玫瑰”（粵））
- 2007年【香港CASH金帆音樂獎】《最佳歌詞》提名（陳奕迅“白玫瑰”（粵））
- 2007年【台灣第四十四屆金馬獎】《最佳原創電影歌曲》提名（舒淇“天堂口”（國）
- 2008年【台灣第19屆金曲獎】《最佳國語專輯》（莫文蔚“L!VE is...拉活”（國）（創意製作人／專輯製作統籌／企劃統籌／全專輯填詞人）
- 2009年【第一屆 香港數碼音樂奬】（陳奕迅“白玫瑰”（粵））
- 2009年【第28屆香港電影金像獎】《最佳原創電影歌曲》提名（alan“心．戰~Red Cliff”（國））
- 2009年【第七屆特步東南勁爆音樂榜】《最佳作詞人獎》
- 2010年【北京流行音樂典禮】《最佳作詞人獎（港台地區》（黃曉明“風聲”（國））
- 2010年【第29屆香港電影金像獎】《最佳原創電影歌曲》提名（alan“赤壁~大江東去”（國））
- 2010年【星光大典】《中國音樂聯播榜十大金曲》 （陳奕迅 《給你》（國））
- 2011年【第30屆香港電影金像獎】《最佳原創電影歌曲》提名〈熱辣辣〉（國）
- 2011年【香港CASH金帆音樂獎】 CASH最廣泛演出金帆獎 「國語流行作品」（謝安琪《脆弱》）（國）
- 2011年【台灣第22屆金曲獎】《最佳作詞人獎》 提名 （莫文蔚《艾美麗 愛美麗》）（國）
- 2013年【台灣第24屆金曲獎】最佳年度歌曲獎 提名 （林憶蓮《無言歌》）（國）
- 2015年【台灣第26屆金曲獎】《最佳作詞人獎》（莫文蔚《不散，不見》）（國）